# Badnjak

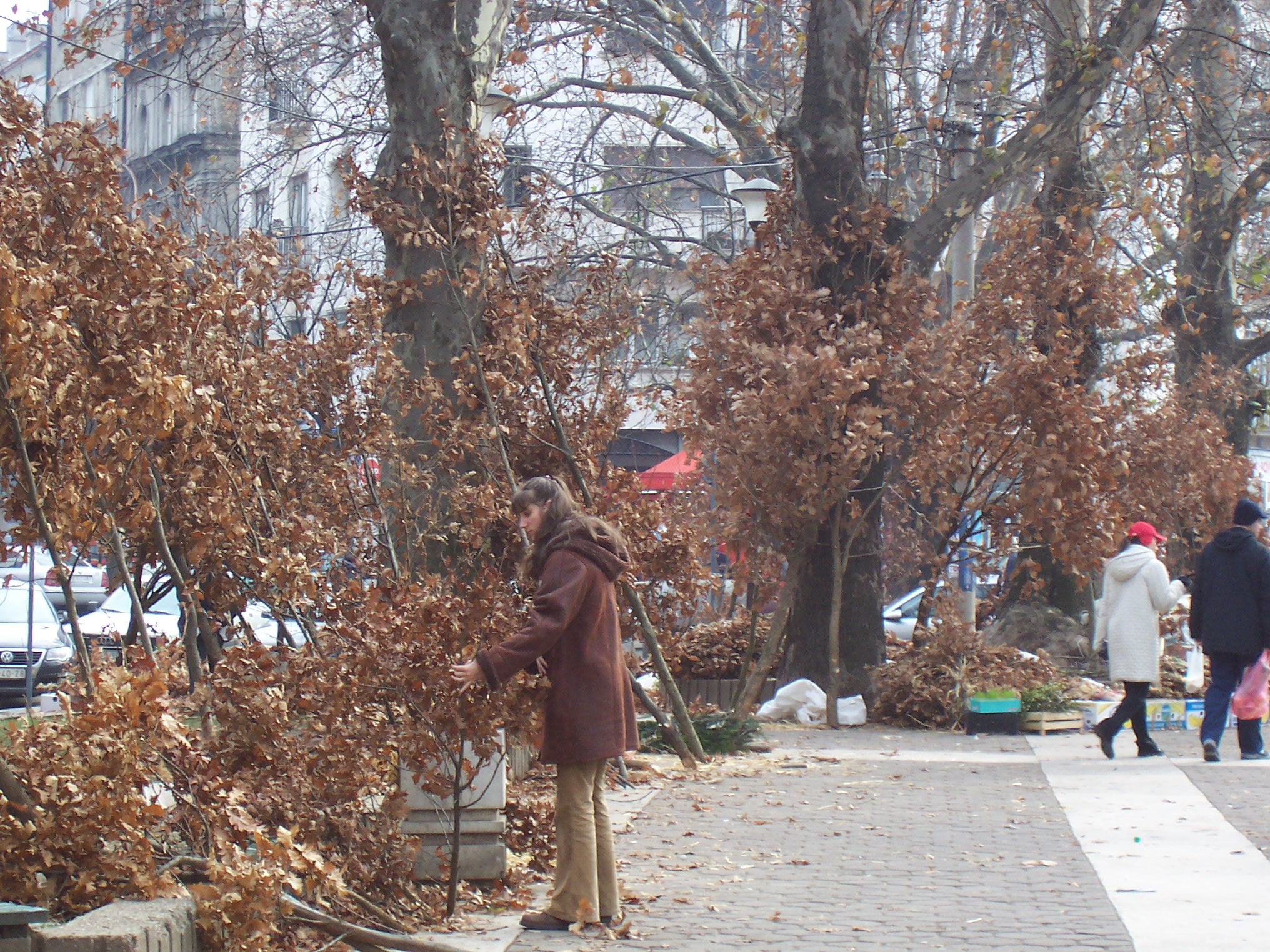
Badnjaks en vente au marché Kalenić de Belgrade.

Le badnjak (alphabet cyrillique serbe : бадњак, [ˈbadɲaːk], aussi appelé veseljak (весељак, [ʋɛˈsɛʎaːk]), est, dans le cadre des célébrations de Noël en Serbie, une branche de chêne aux feuilles desséchées qui est rapportée à la maison pour être brûlée dans la cheminée.
Avec cette bûche, les malheurs, les mauvaises pensées, les souhaits non exaucés, les maladies de l'année précédente sont brûlés eux aussi. "Le meilleur est à venir", a l'air de dire Badniak que les Slaves anciens imaginaient comme un vieillard barbu, faisant un clin d'œil joyeux depuis le feu ou le foyer. 
Quand Badniak brûle, on jette dans son feu argent, graines de blé, farine, sel, vin et huile et on lui demande d'apporter l'abondance dans la maison, de belles récoltes et le développement des troupeaux. Le rite est suivi d'un festin familial. Badniak, symbole de l'année passée, est le contraire de Bojitch, symbole de l'année qui arrive.
Cette tradition a été récupérée par le christianisme orthodoxe dans les Balkans. La veillée de Noël est appelée Badni Vetcher et le jour de Noël Koleda. Cette tradition est donc encore respectée surtout par les Serbes, les Macédoniens et les Monténégrins beaucoup moins chez les Bulgares qui en ont perdu l'habitude pendant leurs années derrière le rideau de fer.